# Gara Trieste Centrale
Gara Trieste Centrale (în italiană Stazione di Trieste Centrale; în germană Triest Südbahnhof (fostul nume)) este gara principală a orașului și municipiului (comunei) Trieste din regiunea autonomă Friuli-Veneția Giulia, aflată în nord-estul Italiei.
Deschisă în 1857, gara este stație terminus pentru liniile directe către Veneția, Udine și Viena, ca și pentru linia secundară care duce la triajul din Trieste, aflat în apropiere de gara Trieste Campo Marzio, acum dezafectată.
Trieste Centrale este gestionată în prezent de Rete Ferroviaria Italiana (RFI). Cu toate acestea, zona comercială a clădiri pentru tranzitul pasagerilor este administrată de Centostazioni. Servicii feroviare către și de la această gară sunt operate de Trenitalia. Fiecare dintre aceste companii este o subsidiară a Ferrovie dello Stato (FS), compania de transport feroviar deținută de stat a Italiei.

## Amplasare
Gara Trieste Centrale este situată în Piazza della Libertà, la nord de centrul orașului. Ea se află la capătul vestic al cartierului Borgo Teresiano, lângă vechiul port liber Trieste.

## Istoric
Actuala rețea feroviară a orașului Trieste se bazează, în cea mai mare parte, pe liniile de cale ferată construite de fostele imperii austriac și austro-ungar. Pe 27 iulie 1857 compania austriacă de căi ferate k.k.Südliche Staatsbahn (SStB) a finalizat construcția primelor instalații feroviare din Trieste. Acestea au format o parte a căii ferate Viena–Trieste, prin pasul Semmering.
În aceeași zi a fost deschisă oficial în prezența împăratului austriac Franz Joseph I noua stație terminus din Trieste, inclusiv clădirea sa originală relativ modestă pentru pasageri care fusese proiectată de inginerul Carl von Ghega (în italiană: Carlo Ghega). Ea a fost construită pe un teren asanat unde se află astăzi actuala gară Trieste Centrale.
În anul următor, pe 23 septembrie 1858, gara din Trieste, împreună cu restul liniei, a trecut în proprietatea privată a Companiei imperiale și regale privilegiate de Căi Ferate Sudice din Austria, Veneția și Italia centrală (în germană: Kaiserlich königliche privilegierte Südbahngesellschaft), după preluarea de către această societate a acțiunilor companiei k.k. Südliche Staatsbahn.
Includerea orașului Trieste în axa principală Südbahn a Austriei a determinat dezvoltarea economică a celui mai mare și mai important oraș-port stăpânit de monarhia austriacă și a întărit poziția lui în Imperiul Habsburgic. Dezvoltarea rapidă a rutelor comerciale către și de la Trieste și, de asemenea, a orașului, a favorizat decizia de înlocuire a clădirii originale de pasageri. Clădirea nouă, mai elegantă și construită în stil neorenascentist a fost proiectată de către Wilhelm von Flattich. Caracteristicile sale cele mai cunoscute erau sala monumentală, cunoscută mai târziu sub numele de Sala Regală, și o sală maiestuoasă de sticlă. Inaugurarea sa a avut loc pe 19 iunie 1878.
În 1887 Căile Ferate Imperiale Austriece (în germană: kaiserlich-königliche österreichische Staatsbahnen) au deschis o nouă linie de cale ferată, Trieste–Hrpelje (în germană: Hrpelje-Bahn), de la noul port din Trieste către Hrpelje-Kozina, pe calea ferată istriană. Noua linie trebuia să reducă dependența Imperiului Austriac de rețeaua Südbahn. După deschiderea ei a fost amenajată o a doua stație, care a fost numită Trieste Sant'Andrea (în germană: Triest Sankt Andrea). Cele două gări au fost conectate printr-o linie de cale ferată care trebuia să fie potrivit planurilor inițiale o soluție intermediară: calea ferată Rive (în germană: Rive-Bahn).
Odată cu deschiderea căii ferate Jesenice-Trieste (parte din rețeaua de linii de cale ferată cunoscută drept Calea ferată transalpină) în 1906, gara Sant'Andrea a fost înlocuită cu o clădire nouă și mai încăpătoare numită Trieste stazione dello Stato (în germană: Triest Staatsbahnhof). Gara principală a ajuns să fie cunoscută ca Trieste stazione della stazione sau Trieste Meridionale (în germană: Triest Südbahnhof).
După Primul Război Mondial și Tratatul de la Saint-Germain-en-Laye (1919), ambele gări au trecut în administrarea companiei italiene Ferrovie dello Stato (FS). Gara principală a fost redenumită mai târziu Trieste Centrale, iar Trieste stazione dello Stato a devenit Trieste Campo Marzio.
Odată cu includerea gării în proiectul Centostazioni clădirea de pasageri a trecut printr-o lungă perioadă de restaurare și renovare. Lucrarea a a fost finalizată în 2007 și a inclus restaurarea completă a accesului de la Via Miramare către Sala Regală.

## Caracteristici

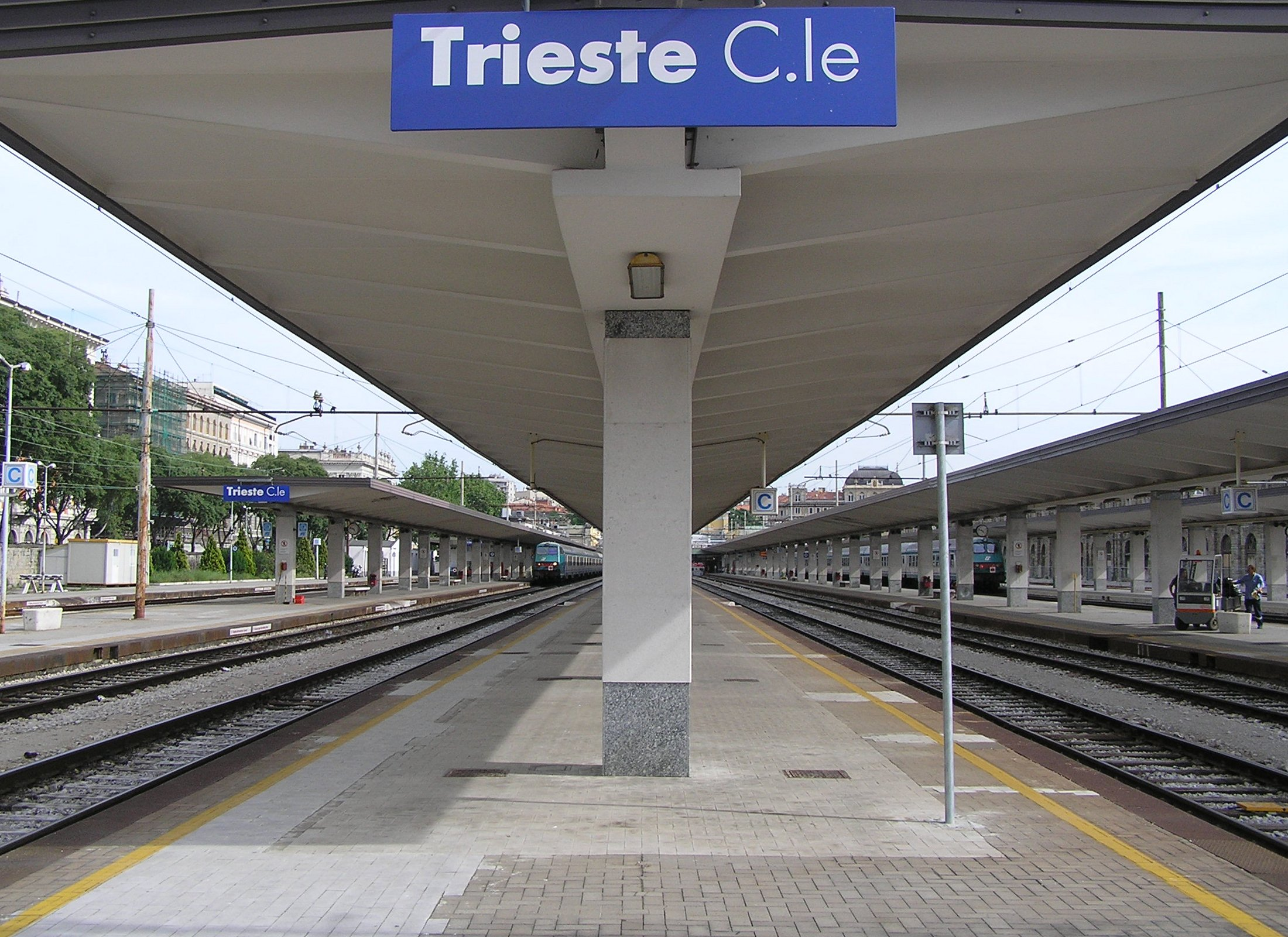
Vedere de pe un peron.

Clădirea renovată a gării (de Centostazione în 2007) adăpostește spații mari pentru pasageri cu diferite servicii, printre care o casă de bilete, o sală centrală de așteptare, capelă, bar, supermarket, librărie, farmacie și un nou salon dedicat trenurilor de pasageri de mare viteză (Freccia Club, fostul Eurostar Italia). Există birouri pentru poliția feroviară și pentru gestionarea operațiunilor companiei Trenitalia.
În calitate de stație terminus, Trieste Centrale are nouă linii terminale folosite pentru tranzitul de călători, care este deservit de cinci peroane. În 2009 a fost deschis un terminal pentru transportul de autoturisme. Există, de asemenea, liniile secundare, un depou de locomotive și ateliere de lucru. Datorită apropierii sale de portul Trieste, stația nu are depozite de mărfuri.
Opririle autobuzelor urbane au loc direct în fața intrării principale în gară. Stația de autobuz Autostazione este situată la sud și aici sunt oferite servicii de transport rutier pe distanță lungă către Slovenia, Austria și Peninsula Balcanică.

## Transport feroviar
Gara este tranzitată de aproximativ șase milioane de pasageri în fiecare an. Pe aici trec trenuri care leagă orașul Trieste cu toată Italia.
Gara este deservită de următoarele trenuri:
- Trenul de mare viteză (Frecciargento) Roma - Florența - Bologna - Padova - Veneția - Trieste
- Trenul de mare viteză (Frecciabianca) Torino - Milano - Verona - Padova - Veneția - Trieste
- Trenul Intercity Roma - Florența - Bologna - Padova - Veneția - Trieste
- Trenul de noapte (Intercity Notte) Roma - Bologna - Venetia - Udine - Trieste
- Trenul Express (Regionale Veloce) Veneția - Portogruaro - Cervignano del Friuli - Trieste
- Trenul Express (Regionale Veloce) Veneția - Treviso - Udine - Gorizia - Trieste
- Trenul regional (Treno regionale) Veneția - Treviso - Udine - Gorizia - Trieste
- Trenul regional (Treno regionale) Tarvisio - Carnia - Gemona del Friuli - Udine - Cervignano del Friuli - Trieste

Legătura cu calea ferată din Slovenia se face prin intermediul unui tramvai (Trieste Urbano Nr. 2) care merge din Trieste Centrale către Villa Opicina/Opcina. Din gara Villa Opicina pornesc zilnic 4 trenuri (8 în ambele direcții), operate de către Căile Ferate Slovene, care oferă un transfer feroviar de 10 minute peste graniță la Sežana. Prin gara Sežana din Slovenia circulă zilnic 10 trenuri directe care conectează orașul de frontieră cu capitala Ljubljana.